# Мельниченко Віктор Юрійович
Віктор Юрійович Мельниченко (25 березня 1989, м. Тернопіль — 13 лютого 2023, біля м. Бахмут, Донецька область) — український боксер та правоохоронець, капітан Національної поліції України, учасник російсько-української війни. Почесний громадянин міста Тернополя (2023, посмертно).

## Життєпис
Віктор Мельниченко народився 25 березня 1989 року в місті Тернополі.
У дитинстві захоплювався боксом. Був кандидатом у майстри спорту. Після закінчення школи планував вступити до Національної академії внутрішніх справ, але провалив останній іспит, і потім пішов на строкову службу в спецпідрозділ Національної гвардії України «Барс».
Від 2008 року проходив службу в органах внутрішніх справ. Пройшов шлях від співробітника поліції охорони до старшого інспектора корпусу оперативно-раптової дії Головного управління Нацiональної полiцiї в Тернопiльськiй областi.
Боєць КОРДу, учасник АТО. Помер 13 лютого 2023 року під час виконання бойового завдання біля м. Бахмут на Донеччині. Був членом рою «НС-9» Тернопільського осередку Спілки української молоді.
Похований 16 лютого 2023 року на Алеї Героїв Микулинецького цвинтаря м. Тернополя.
Залишилися дружина та донька.

## Нагороди
- почесний громадянин міста Тернополя (3 березня 2023, посмертно) — за вагомий особистий вклад у становленні української державності та особисту мужність і героїзм у виявленні у захисті державного суверенітету та територіальної цілісності України[2].

## Вшанування пам'яті
У жовтні 2023 року на фасаді адмінбудівлі управління «КОРД» в Тернополі відкрили меморіальну дошку Віктору Мельниченку.
У листопаді 2024 року біля пам'ятника тернополянину Мирославові Луцишину члени тернопільського осередку Спілки української молоді висадили дуб і калину на честь Віктора Мельниченка та Ярослава Кондришина.